# Retroacta van de Burgerlijke Stand

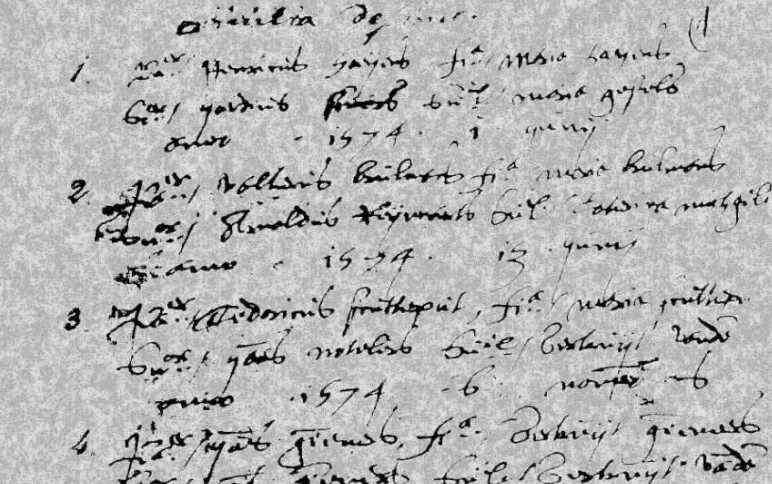
De eerste bladzijde uit het oudste parochieregister uit het Hageland. Vertaling in modern Nederlands:
----
Alle vorige (akten) zijn er niet meer.
1.Henricus Haijens (heeft laten dopen zijn) dochter Maria Haijens
Peter: Jordanis Steurs Meter: Maria Gestels
Anno 1574 1 juni
2. Walterus Brulmans (heeft laten dopen zijn) dochter Maria Brulmans
Peter: Arnoldus Reijnaerts Meter: Catharina Michiels
Anno 1574 13 juni
3. Teodoricus Scutteput (heeft laten dopen zijn) dochter Maria Scutteput
Peter: Joannes Geevers Meter: Gertruijt Vanden Werve
Anno 1574 6 november
4. Joannes Geevers (heeft laten dopen zijn) dochter Gertruijt Geevers

Retroacta van de Burgerlijke Stand zijn de registers waarin de kerkelijke bevolkingsadministratie tot aan de invoering van de burgerlijke stand werd bijgehouden. In België spreekt men van "parochieregister" of "Registre paroissial" en in het Duits kortweg "Kirchenbuch". Nederlandse genealogen duiden ze aan met DTB-registers (doop-, trouw- en begraafregisters).

## Geschiedenis
Het Concilie van Trente verplichtte op 11 november 1563 de parochiepriesters om doop- en huwelijksregisters aan te maken, wat in feite neerkwam op de veralgemening van bestaande maar disparate praktijken. In Bourgondië zijn parochieregisters bewaard die teruggaan tot 1334. De oudste reeks voor België is het huwelijks- en verlovingsregister van de Brusselse Sint-Michielsparochie, begonnen in 1482. Later werden ook overlijdens-/begrafenisregisters gemaakt, hoewel daarvoor geen bindende voorschriften bestonden. Het oudste begrafenisregister van de Sint-Michielsparochie in Leuven, destijds de hoofdstad van het oude Hertogdom Brabant, start in 1540. Ook de protestantse kerken zijn tot bevolkingsregistratie overgegaan. Het oudste doopboek van Nederland begint in 1564 (Amsterdam), het oudste trouwregister zelfs al in 1542 (Deventer).
De praktijk was weerbarstiger dan de wetgeving. Vooral in kleinere parochies kwam de registratie pas in de 17e eeuw op gang. In de Spaanse Nederlanden was het Eeuwig Edict van 1611 een belangrijke stap in de veralgemening van de registratiepraktijk.
In kleinere gemeentes werden de verschillende soorten registers soms in één fysiek boek samengevoegd.
Bij de invoering van de burgerlijke stand moesten de kerken hun registers bij de overheid inleveren. Zij dienden als basis voor de nieuwe registers van de burgerlijke stand. Dit betekende echter niet het einde van de kerkelijke administratie. Ook na de invoering van de Burgerlijke Stand bleven de kerken hun dopen en dergelijke registreren, maar deze werden niet meer gebruikt ten behoeve van de bevolkingsboekhouding.
Voor de Nederlandse situatie heeft de toenmalige directeur van het Centraal Bureau voor Genealogie, Wijnaendts van Resandt, in het zogenaamde Repertorium DTB per afzonderlijke plaats beschreven welke registers bewaard zijn gebleven.

## Doopboeken
In de doopboeken staat meestal de voornaam van de dopeling, de doopdatum en de naam van de vader en de moeder. Vaak worden ook de namen van de peter en meter vermeld (in niet rooms-katholieke registers aangeduid als getuigen). Als het kind een vondeling was of als de ouders niet gehuwd waren is dit vaak vermeld in de akte.
De informatie in een doopboek kan echter sterk verschillen, zowel per plaats als per tijd. In het algemeen geven latere registers meer informatie, zoals de geboortedatum. Het noemen van de getuigen was bij protestantse kerken in Nederland gebruikelijker in het westen dan in het oosten en noorden.

## Trouwboeken
In een trouwboek staan meestal de datum van ondertrouw en/of van het huwelijk en/of de datum van attestatie om elders te trouwen, de huwelijksafkondigingen en de voor- en familienaam (en/of patroniem) van de huwelijkspartners. Bij attestaties wordt meestal aangegeven waar het huwelijk zal plaatsvinden. Ook wordt dikwijls aangegeven of de huwelijkspartners al dan niet eerder gehuwd waren geweest. Vaak is ook de plaats van waar zij afkomstig zijn vermeld. Ondertrouwen werden ingeschreven in het huwelijksregister. Vanaf de 18e eeuw werden soms ook de namen van de huwelijksgetuigen en van de ouders van de bruid en bruidegom vermeld. Huwelijken die in de kerk werden gesloten staan vermeld in de kerkelijke trouwboeken. Daarnaast werden de huwelijken die gesloten werden voor de schepenen in afzonderlijke trouwboeken geregistreerd.

## Begraafboeken
In een begraafboek staat in het algemeen de naam van de overledene en datum van de begrafenis. Bij de kinderen kan de naam van de ouders staan. Bij volwassenen is vaak de naam van de partner vermeld, vooral als de overledene een vrouw is. Ook wordt in sommige gevallen de plaats van het graf in de kerk genoemd.

## Gaardersregisters
De gaardersregisters bevatten de informatie over de belasting (impost) die moest worden afgedragen bij het sluiten van een huwelijk en bij het begraven. Vaak werden de namen ook vermeld als de belasting nihil was. De huwelijksregisters bevatten de namen van de huwelijkspartners, de huwelijksdatum en/of de registratiedatum, de hoogte van de belasting en soms ook aanvullende gegevens, zoals burgerlijke staat en geboorteplaats. De begraafregisters bevatten de namen van de overledenen, de hoogte van de belasting, de begraafdatum en/of de registratiedatum en soms ook leeftijden en/of adres van de overledenen.

## Besnijdenisregisters
Hoewel feitelijk geen doop, worden Joodse besnijdenisregisters ook tot de DTB gerekend.